# هالوژن‌دار کردن کتون
هالوژن‌دار کردن کتون (انگلیسی: Ketone halogenation) گونه‌ای خاص از واکنش هالوژن‌دار کردن است که در آن یک اتم کلر، برم یا ید (فلوئور در این واکنش شرکت نمی‌کند) به کربن آلفای یک گروه کتون متصل می‌شود. این واکنش هم در یک محلول آبی اسیدی و هم در یک محلول آبی بازی قابل انجام است:
- در محیط اسیدی:

- در محیط بازی (عمدتاً NaOH)